# هومبيرتو روبنسون
هومبيرتو روبنسون (بالإنجليزية: Humberto Robinson)‏ هو لاعب كرة قاعدة أمريكي، ولد في 25 يونيو 1930 في كولون (بنما) في بنما، وتوفي في 29 سبتمبر 2009 في بروكلين في الولايات المتحدة بسبب مرض آلزهايمر.

## وصلات خارجية
- هومبيرتو روبنسون على موقع دوري كرة القاعدة الرئيسي (الإنجليزية)
- هومبيرتو روبنسون على موقعبيزبول رفرنس.كوم (الدوري الرئيسي) (الإنجليزية)
- هومبيرتو روبنسون على موقعبيزبول رفرنس.كوم (الدوري الثانوي) (الإنجليزية)
- هومبيرتو روبنسون على موقع إي إس بي إن.كوم (أم.أل.بي) (الإنجليزية)